# Kettering Town
Kettering Town (offiziell: Kettering Town Football Club) – auch bekannt als The Poppies – ist ein englischer Fußballverein aus Kettering, Northamptonshire. Die Spielstätte des Vereins ist die 6.170 Plätze fassende Rockingham Road. 1976 war Kettering Town der erste englische Verein der mit Trikotwerbung auflief.

## Vereinsgeschichte
Der Verein wurde im Jahr 1872 gegründet und gehört zu den ältesten Fußballvereinen Englands. Der Verein nahm im Jahr 1892 erstmals am regulären Ligabetrieb teil und spielte in der Midland League. In der Saison 1895/96 wurde der erste Rang in der Midland League erreicht und zur folgenden Spielzeit der Verein als einer der Gründungsmitglieder in die United League aufgenommen. Im Jahr 1900 wurde Kettering in die Southern League aufgenommen und stieg nach vier Jahren in die zweite Division der Southern League ab, sechs Jahre später gelang der Wiederaufstieg in die erste Division der Southern League. Im Jahr 1912 verließ der Verein die Liga und kehrte im Jahr 1923 in diese Spielklasse zurück.
Kettering Town war danach viele Jahre fast ununterbrochen in derselben Liga vertreten, im Jahr 1930 folgte die Aufnahme in die Birmingham & District League. Danach war der Verein mit mäßigem Erfolg in der Liga vertreten und konnte keine nennenswerten Erfolge verbuchen. Im Jahr 1950 kehrte der Verein die Southern League zurück und konnte in der Saison 1956/57 die Liga als Gewinner abschließen und nahm in den folgenden Jahren am Spielbetrieb der Southern League North Western, Southern League Division One und Southern League teil. Im Jahr 1973 gelang es erneut, den Gewinn der Southern League zu verbuchen.
Kettering Town war die erste Mannschaft im englischen Fußball, die mit Trikotwerbung auflief. Derek Dougan, der auch als Geschäftsführer fungierende Spielertrainer, akquirierte bei der Firma Kettering Tyres zu einem vierstelligen Betrag einen Vertrag für Trikotwerbung. Am 24. Januar 1976 im Spiel gegen Bath City trat die Mannschaft erstmals mit entsprechend beflockten Leibchen an, was aber sogleich vom Verband, der FA, untersagt wurde.
Nach vielen Jahren konnte die Mannschaft auch in einem Pokalwettbewerb auf sich aufmerksam machen und erreichte im Jahr 1979 erstmals in der Vereinsgeschichte das Endspiel der FA Trophy. Die Partie wurde allerdings mit 0:2 gegen die Stafford Rangers verloren und der Titelgewinn nicht realisiert.
Im Jahr 1979 unternahm der Verein mit dem Eintritt in die neugegründete Alliance Premier League, dem Vorgänger der heutigen Football Conference, einen weiteren Ligawechsel. Der Verein platzierte sich in seiner zweiten Saison in der APL auf dem zweiten Rang der Liga. In den folgenden drei Spielzeiten wurde nach mäßigen Platzierungen nur knapp der Klassenerhalt sichergestellt. Der Verein blieb auch nach der Umbenennung der Alliance Premier League im Jahr 1986 auf den heutigen Namen Football Conference der Liga erhalten und belegte größtenteils mäßige Mittelfeldränge, konnte dennoch mehrmals mit Platzierungen auf den ersten fünf Rängen eine Konstanz erringen. Im Jahr 2000 gelang Kettering Town nochmals der Einzug ins Endspiel der FA Trophy, unterlag jedoch erneut und der FC Kingstonian gewann die Trophäe.
Nachdem in der Spielzeit 2000/01 mit nur 43 Punkten der Klassenerhalt verpasst wurde, folgte zum Saisonende der Abstieg in die Southern League. Die Mannschaft qualifizierte sich als Erstplatzierter in der folgenden Saison für den direkten Wiederaufstieg in die Football Conference. Nach der großen Umstrukturierung des englischen Ligasystems wurde Kettering in die Isthmian League Premier Division eingestuft. Obwohl der Verein sich im Folgejahr nur auf einem Rang im Tabellenmittelfeld wiederfand, wurde er erneut in die Football Conference aufgenommen. Nachdem in den ersten beiden Jahren der Aufstieg in die Conference National verfehlt wurde, gelang nach einer überzeugenden Saison 2007/08 die Promotion für die fünfthöchste Spielklasse. Der Verein konnte sich dabei in 42 Partien insgesamt 97 Punkte erspielen und musste nur fünf Niederlagen hinnehmen. In der folgenden Saison verpasste die Mannschaft als Achtplatzierter mit 76 Zählern nur knapp die Teilnahme an den Aufstieg-Playoffs.

## Ligazugehörigkeit
- 1892–1900: Midland League und United League
- 1900–1930: Southern League
- 1930–1950: Birmingham & District League
- 1950–1979: Southern League
- 1979–1986: Alliance Premier League
- 1986–2001: Football Conference
- 2001–2002: Southern Premier League
- 2002–2003: Football Conference
- 2003–2004: Isthmian League Premier Division
- 2004–2012: Conference National und Conference North
- 2012–2019: Southern League
- 2019–2023: National League North
- seit 2023: Southern League

## Erfolge
- Meister der Midland League: 1895/96, 1899/1900
- Meister der Birmingham & District League: 1947/48
- Meister der Southern League: 1927/28, 1956/57, 1972/73, 2001/02
- Meister der Conference North: 2007/08

## Bekannte Spieler
- Keith Alexander
- André Boucaud
- Tim Coleman
- Neil Grewcock
- Eddie Hapgood
- Lee Harper
- Andrew Hunt

## Bekannte Trainer
- Ron Atkinson
- Paul Gascoigne
- Lee Harper
- Gary Johnson
- Tommy Lawton